# Степнянский сельский совет (Бериславский район)
Степнянский сельский совет (укр. Степнянська сільська рада) — входит в состав
Бериславского района
Херсонской области
Украины.
Административный центр сельского совета находится в 
с. Степное
.

## Населённые пункты совета
- с. Степное
- с. Кошара